# Les Jours fragiles
Les Jours fragiles est un roman  de Philippe Besson publié en 2004. Il se présente comme le journal intime d'Isabelle, la sœur d'Arthur Rimbaud, à partir du mois de mai 1891 jusqu’à la mort d’Arthur Rimbaud, le 10 novembre 1891.

## Résumé
Isabelle Rimbaud évoque les derniers mois de son frère revenu de ses expéditions aventureuses en Éthiopie pour soigner en France la gangrène qui attaque son genou, son frère Arthur Rimbaud est allé à Marseille où il s’est fait amputer une jambe à cause de son cancer au genou. Puis il se rend dans les Ardennes auprès de sa mère et de sa sœur où il vivra ses derniers jours.  Elle raconte au jour le jour cette période de la vie de son frère en notant ses sentiments à son égard. On suit la marche du destin depuis les retrouvailles à l'hôpital de Marseille, puis pendant le séjour d'Arthur invalide auprès de sa mère dans la ferme de Roche dans les Ardennes, jusqu'à son retour à Marseille où il envisage son réembarquement que l'aggravation de son état rendra impossible. Le faux journal s'achève à la mort du poète le 10 novembre 1891.

## Adaptation au théâtre
- Les Jours fragiles, du 20 février au 10 mars 2006, théâtre Prospero (Montréal).